# Honorio Rúa
Honorio Rúa Betancourt (* 19. Dezember 1934 in Medellín) ist ein ehemaliger kolumbianischer Radrennfahrer.

## Sportliche Laufbahn
Rúa (auch Honório Rúa) war im Straßenradsport und im Bahnradsport aktiv.  Er war Teilnehmer der Olympischen Sommerspiele 1956 in Melbourne. Im Bahnradsport war er in der Mannschaftsverfolgung am Start. Der Vierer mit Héctor Monsalve, Ramón Hoyos, Honorio Rúa und Octavio Echeverri schied in der Vorrunde aus.
1955, 1958 und 1959 gewann er eine Etappe der Vuelta a Columbia. 1955 wurde er Zweiter in diesem Etappenrennen. Bei den Zentralamerikanischen und Karibikspielen 1959 gewann er die Silbermedaille in der Einerverfolgung und in der Mannschaftsverfolgung.